# Ammiraglio di Saint Bon
O Ammiraglio di Saint Bon foi o primeiro couraçado pré-dreadnought operado pela Marinha Real Italiana e a primeira embarcação da Classe Ammiraglio di Saint Bon, seguido pelo Emanuele Filiberto. Sua construção começou em julho de 1893 no Arsenal de Veneza e foi lançado ao mar pouco menos de quatro anos depois em abril de 1897, sendo comissionado na frota italiana em fevereiro de 1901. Era armado com uma bateria principal composta por quatro canhões de 254 milímetros montados em duas torres de artilharia duplas, tinha um deslocamento carregado de mais de dez mil toneladas e alcançava uma velocidade máxima de dezoito nós (33 quilômetros por hora).
O Ammiraglio di Saint Bon teve uma carreira relativamente ativa durante seus primeiros anos de carreira. Fez parte da 3ª Divisão durante a Guerra Ítalo-Turca de 1911–12, envolvendo-se na captura de Rodes, quando deu suporte de artilharia para o Exército Real. Ele já estava obsoleto quando a Primeira Guerra Mundial começou em 1914 e estava programado para ser desmontado, porém a necessidade de navios de guerra adiou seu desmonte. Ele primeiro atuou como navio de defesa de costa em Veneza e, após abril de 1916, foi usado como uma bateria antiaérea flutuante até o fim do conflito. O Ammiraglio di Saint Bon foi removido do serviço em junho de 1920 e depois desmontado.

## Características

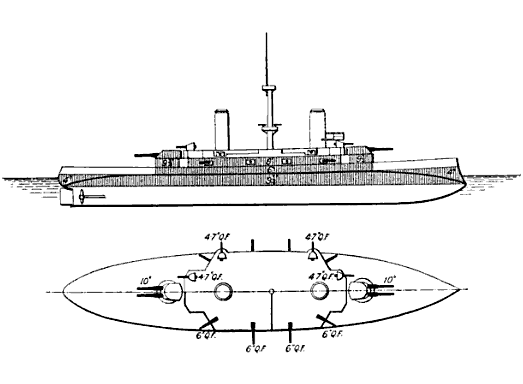
Desenho dos navios da classe

O Ammiraglio di Saint Bon tinha 111,8 metros de comprimento de fora a fora, uma boca de 21,12 metros e um calado máximo de 7,69 metros. Tinha um deslocamento normal de 10 244 toneladas e um deslocamento carregado de 10,7 mil toneladas. Seu sistema de propulsão consistia em doze caldeiras cilíndricas a carvão que alimentavam dois motores de tripla-expansão, cada um girando uma hélice. Tinha uma potência indicada de 14 498 cavalos-vapor (10 661 quilowatts) para uma velocidade máxima de dezoito nós (33 quilômetros por hora). Sua autonomia era de 5,5 mil milhas náuticas (10,2 mil quilômetros) a dez nós (dezenove quilômetros por hora).
O armamento principal era composto por quatro canhões calibre 40 de 254 milímetros montados em duas torres de artilharia duplas, uma à vante e uma à ré da superestrutura. O armamento secundário tinha oito canhões calibre 40 de 152 milímetros em casamatas à meia-nau e oito canhões calibre 40 de 120 milímetros em montagens giratórias únicas protegidas por escudos em cima das casamatas. A bateria terciária era composta por oito canhões de 57 milímetros e dois canhões de 37 milímetros. Por fim, haviam quatro tubos de torpedo de 450 milímetros em lançadores no convés. A blindagem era feita de aço Harvey e o cinturão principal tinha 249 milímetros de espessura, enquanto o convés tinha setenta milímetros. As casamatas eram protegidas por 150 milímetros, já as torres de artilharia e a torre de comando tinham laterais de 249 milímetros.

## Carreira

### Primeiros anos

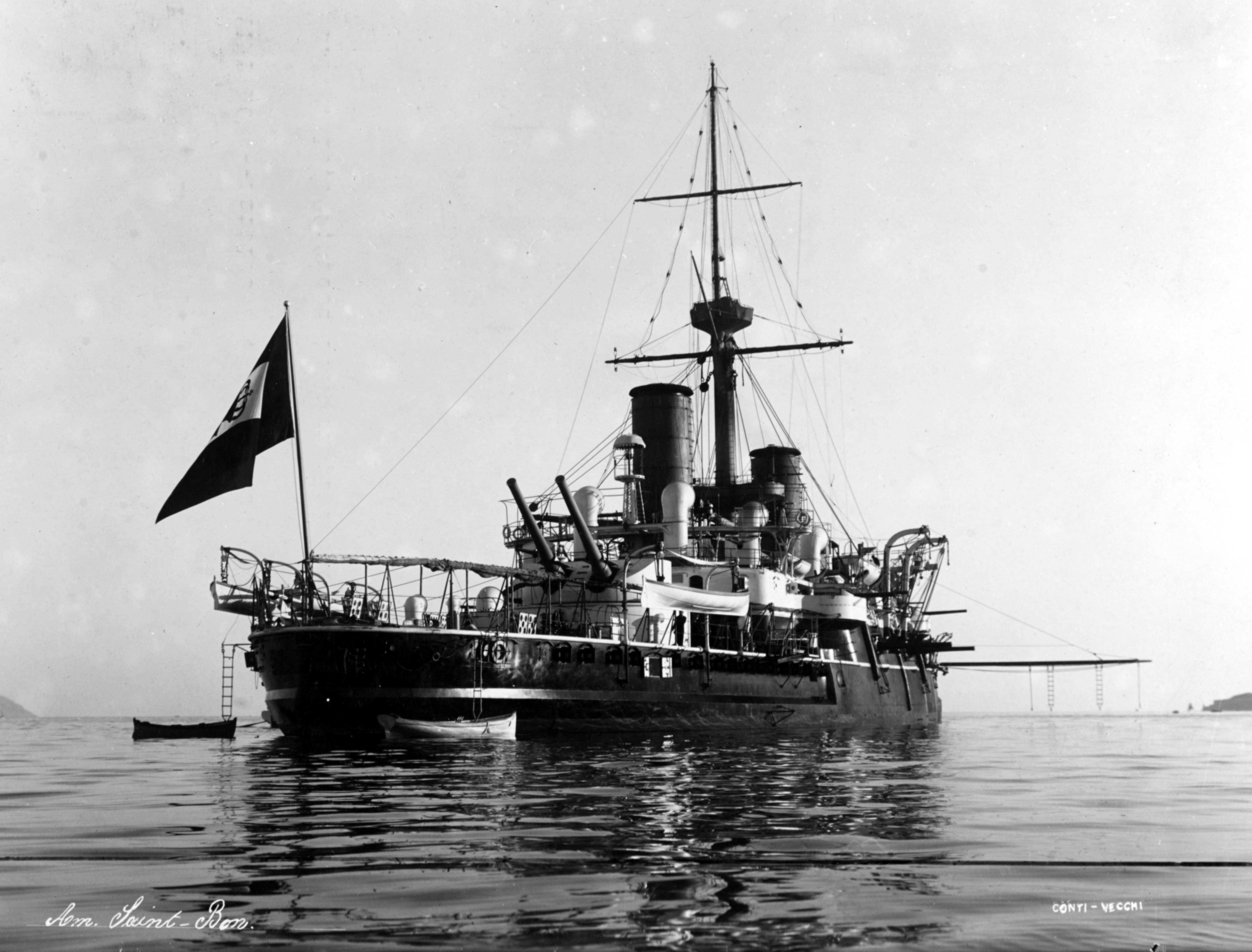
O Ammiraglio di Saint Bon c. 1900

O batimento de quilha do Ammiraglio di Saint Bon ocorreu 18 de julho de 1893 no Arsenal de Veneza e foi lançado ao mar em 29 de abril de 1897, com seu processo de equipagem começando em seguida. Seus testes marítimos começaram em janeiro de 1901 próximos de La Spezia, sendo comissionado em 1º de fevereiro. Os testes preliminares dos motores em potência máxima começaram em 5 de maio, durante os quais alcançou uma velocidade de 19,2 nós (35,6 quilômetros por hora). Seus testes de velocidade oficiais ocorreram em 23 de maio e nestes ele chegou a 18,5 nós (34,3 quilômetros por hora). Os testes foram concluídos no dia seguinte.
O navio passou seus primeiros anos na 1ª Esquadra junto com seu irmão Emanuele Filiberto, os ironclads da Classe Re Umberto e os couraçados da Classe Regina Margherita. O Ammiraglio di Saint Bon ficou na frota principal entre 1902 e 1903 junto com os ironclads da Classe Re Umberto e Classe Ruggiero di Lauria. Os navios da frota principal, enquanto estavam na sua rotina normal de treinamentos em tempos de paz, eram mantidos em comissão para exercícios durante sete meses no ano, enquanto nos cinco restantes eram mantidos em um estado parcial de prontidão com tripulações reduzidas. Participou entre 10 e 26 de outubro de 1906 de grandes manobras no Mar Jônico sob o comando do vice-almirante Alfonso di Brochetti. As manobras culminaram em uma simulação de ataque contra as defesas de Taranto. O Ammiraglio di Saint Bon ficou na esquadra hostil nas manobras de 1908, sendo encarregado de atacar uma esquadra em que o Emanuele Filiberto estava.

### Guerra Ítalo-Turca
A Itália declarou guerra contra o Império Otomano em 29 de setembro de 1911 com o objetivo de tomar a Líbia, consequentemente iniciando a Guerra Ítalo-Turca. O Ammiraglio di Saint Bon inicialmente serviu como parte da 3ª Divisão da 2ª Esquadra, mas logo foi transferido para a Divisão do Inspetor de Barcos Torpedeiros, comandada pelo contra-almirante príncipe Luís Amadeu, Duque dos Abruzos. Luís Amadeu navegou em 3 de outubro para a cidade de Preveza na Grécia a bordo do cruzador blindado Vettor Pisani a fim de exigir a rendição do porto após a Batalha de Preveza. O Ammiraglio di Saint Bon o acompanhou para bombardear a cidade caso os otomanos recusassem o ultimato, mas pressão internacional, especialmente da Áustria-Hungria, fez os italianos mandarem o príncipe recuar e paralisar mais operações navais na região do Mar Jônico.
O couraçado não participou muito dos combates nos primeiros meses da guerra e foi transferido de volta para a Itália em dezembro. O navio e o resto de sua divisão foram para Tobruque no Mar Egeu em 13 de abril de 1912 para se encontrarem com a 1ª Divisão. As duas se encontraram no dia 17 próximos da ilha de Stampalia, navegando então para o norte. No dia seguinte cortaram cabos submarinos de telégrafo entre Imbros, Tenedos, Lemnos, Salonica e Dardanelos. Foram então para a entrada de Dardanelos em uma tentativa de atrair a frota otomana. As fortificações costeiras otomanas abriram fogo e os italianos dispararam de volta, infligindo danos sérios. O Ammiraglio di Saint Bon e a maior parte da frota voltaram para casa em 19 de abril, deixando apenas os cruzadores blindados Pisa e Amalfi com uma flotilha de barcos torpedeiros no litoral otomano.
O Ammiraglio di Saint Bon e o resto da 3ª Divisão escoltaram um comboio de tropas em 30 de abril entre Tobruque e a ilha de Rodes. Os navios italianos fizeram uma demonstração de força em 4 de maio em frente da cidade de Rodes enquanto os navios de transporte desembarcavam soldados em uma praia dezesseis quilômetros mais ao sul. As forças terrestres rapidamente avançaram sobre a cidade com o apoio da artilharia da frota. Os otomanos defendendo a cidade se renderem no dia seguinte. O couraçado, enquanto os soldados finalizavam a conquista da ilha, foi bombardear posições inimigas em apoio à ofensiva italiana. A 3ª Divisão voltou para a Itália no final de maio com o objetivo de substituir canhões gastos e realizar outros reparos. Os otomanos concordaram com um tratado de paz para encerrar a guerra em outubro. Seis holofotes em plataformas ao lado das chaminés e do mastro foram instalados no Ammiraglio di Saint Bon depois do conflito, enquanto um telêmetro foi instalado no alto da torre de comando.
O navio participou em 1913 de uma demonstração naval internacional no Mar Jônico em protesto às Guerras dos Balcãs. Embarcações de outras marinhas incluíam o couraçado britânico HMS King Edward VII, o couraçado austro-húngaro SMS Zrínyi, o cruzador blindado francês Edgar Quinet e o cruzador rápido alemão SMS Breslau. Esta frota, comandada pelo vice-almirante britânico Cecil Burney, bloqueou o litoral de Montenegro para impedir que reforços da Sérvia dessem apoio para o Cerco de Scutari, em que Montenegro tinha cercado uma força combinada de otomanos e albaneses. A Sérvia cedeu sob a pressão e recuou seu exército de Scutari, que foi ocupada por uma força aliada.

### Primeira Guerra Mundial
A Primeira Guerra Mundial começou em agosto de 1914 e a Itália inicialmente declarou sua neutralidade, mas a Tríplice Entente convenceu o país em maio de 1915 a entrar no conflito contra os Impérios Centrais. O Ammiraglio di Saint Bon e o Emanuele Filiberto estavam programados para serem desmontados em 1914 e 1915, mas isto foi abandonado depois do início da guerra. A Marinha Austro-Húngara, a rival tradicional da Marinha Real, foi a principal oponente no conflito. O almirante Paolo Thaon di Revel, o Chefe do Estado-Maior Naval, acreditava que submarinos e lança-minas austro-húngaros conseguiam operar eficientemente no estreito Mar Adriático, com ele considerando essas ameaças algo muito sério para arriscar utilizar sua frota principal. Em vez disso, Revel preferiu usar sua força de batalha para implementar um bloqueio na extremidade sul do Adriático, local considerado mais seguro, colocando embarcações menores em ataques rápidos contra navios e instalações inimigas. Os couraçados assim foram preservados para confrontar a frota austro-húngara caso esta procurasse uma batalha decisiva. Consequentemente, o Ammiraglio di Saint Bon pouco fez por toda a duração da guerra.
O Ammiraglio di Saint Bon foi usado como navio de defesa de costa em Veneza, atuando junto com o Emanuele Filiberto, o antigo ironclad Sardegna, dois cruzadores e outras embarcações menores. Após abril de 1916 passou a ser usado como uma bateria antiaérea flutuante, continuando nesta função até o final da guerra em novembro de 1918. Ele permaneceu no inventário da Marinha Real por pouco tempo depois disso, sendo removido do registro naval em 18 de junho de 1920 e desmontado pouco depois.